# 킬링타임 (만화)
킬링타임은 혼이 2019년 7월 15일부터 네이버 웹툰에서 연재한 웹툰이다.

## 시놉시스
강력계 형사였던 도희라는 자신의 생일에 동생 도하나를 잃게 된다. 이로부터 3년이 지난 뒤, 도희라는 3년 전 죽은 하나의 핸드폰을 얻게 된다. 이 핸드폰은 과거의 인물과 연결되어 있다는 사실을 알게 된 희라는 핸드폰을 이용해 과거를 바꾸어 하나를 구하려고 한다.